# Nicholas A'Hern
Nicholas A'Hern, född 6 januari 1969, är en australisk friidrottare. Han deltog vid olympiska sommarspelen 1992, olympiska sommarspelen 1996 och olympiska sommarspelen 2000.